# Wicked Stepmother
Wicked Stepmother (bra: A Madrasta) é um filme estadunidense de 1989, do gênero comédia, dirigido por Larry Cohen, e estrelado por Bette Davis e Barbara Carrera.
O filme é mais conhecido por ser o último de Bette Davis, que se retirou do projeto após o início das filmagens, alegando ter grandes problemas com o roteiro, com a direção de Cohen e com a forma como estava sendo fotografada. Mais tarde, Cohen afirmou que Davis realmente desistiu da produção devido a problemas de saúde, mas evitou divulgar a verdade por medo de que isso afetasse possíveis empregos futuros. Davis contestou essa afirmação. Ela faleceu antes do lançamento do filme.

## Sinopse
Miranda Pierpoint (Bette Davis) é uma bruxa fumante inveterada que se casou com Sam (Lionel Stander) enquanto a filha vegetariana dele, Jenny (Colleen Camp), e o marido dela, Steve (David Rasche), estavam de férias. Ao retornarem, eles descobrem que sua nova madrasta encheu a geladeira com carne e estragou sua coleção de ervas. Para explicar a ausência de Davis, o roteiro foi reescrito para introduzir a filha de Miranda, Priscilla (Barbara Carrera), uma bruxa que estava presa no corpo do gato de Miranda. Ambas compartilham apenas uma existência e, enquanto uma é humana, a outra deve viver na forma de um gato o resto do tempo. Priscilla assume a forma humana enquanto o espírito de Miranda começa a habitar o corpo do animal, e então decide acabar com Jenny, que descobriu que tem algo de errado acontecendo. A filha de Miranda começa a utilizar bruxaria e enganar as pessoas ao seu redor com a intenção de convencer todos que Jenny está errada. O tempo todo ela se recusa a trocar de corpo com sua mãe, Miranda. Jenny então descobre que elas são bruxas e tenta impedi-las de arruinar sua família.

## Elenco
- Bette Davis como Miranda Pierpoint
- Barbara Carrera como Priscilla Pierpoint
- Lionel Stander como Sam
- Colleen Camp como Jenny Fisher
- David Rasche como Steve Fisher
- Shawn Donahue como Mike Fisher
- Tom Bosley como Ten. MacIntosh
- Richard Moll como Nathan Pringle
- Evelyn Keyes como Bruxa Instrutora
- James Dixon como Detetive Flynn
- Seymour Cassel como Feldshine

Joan Crawford aparece em uma foto como a falecida esposa de Sam e mãe de Jenny. O relacionamento distante entre Jenny e sua falecida mãe é uma referência ao livro de memórias "Mommie Dearest", escrito pela filha adotiva de Crawford, Christina Crawford. Crawford também era conhecida por sua rivalidade com Davis, que se intensificou nas filmagens de "What Ever Happened to Baby Jane?" (1962).

## Recepção
A revista TV Guide chamou o filme de "um show de terror bem-humorado e ocasionalmente hilário, agraciado com alguns efeitos especiais engenhosos e atuações atrevidas – com Davis dando uma performance alegremente desagradável, embora abreviada, em seu último filme".